# Liste der Kunstwerke im öffentlichen Raum in Wien/Ottakring
Diese Liste der Kunstwerke im öffentlichen Raum in Ottakring enthält die im „Wien Kulturgut“ (digitalen Kulturstadtplan der Stadt Wien) gelisteten Kunstwerke im öffentlichen Raum (Public Art) im Bezirk Ottakring.
Gedenktafeln sind in der Liste der Gedenktafeln und Gedenksteine in Wien/Ottakring angeführt.

## Kunstwerke
| Foto |                 | Name                                                                          | Typ                                      | Standort | Künstler                  | Datierung       | Beschreibung | Metadaten                                                                                           |
| ---- | --------------- | ----------------------------------------------------------------------------- | ---------------------------------------- | --- | ------------------------- | --------------- | --- | --------------------------------------------------------------------------------------------------- |
| ja   | Datei hochladen | Die Wächter ID: 41028                                                         | Profanplastiken/Kunst am Bau freistehend | Ameisbachzeile/Schrekergasse Standort                                                                                                  | Horst Aschermann          | 1980            | Bronzereliefs auf Sichtbetonwänden | Standort: Wohnhausanlage                                                                            |
| ja   | Datei hochladen | Brunnen „Entenbrunnen“ ID: 41220                                              | Profanplastiken/Kunst am Bau freistehend | Arltgasse 10-14 / Herbststraße 87-91 / Thalhaimergasse 9-15 Standort                                                                   | Margarete Bistron-Lausch  | 1957            | Mosaiziertes Becken mit freistehenden Kunststein-Enten | Standort: Wohnhausanlage                                                                            |
| BW   | Datei hochladen | Objekt „O.T.“ ID: 41053                                                       | Profanplastiken/Kunst am Bau freistehend | Arltgasse 38-40 Standort | Richard Gustav Künz       |                 | Freistehende Gitterkonstruktion mit drei Holzsäulen (nicht öffentlich zugänglich) | Standort: Wohnhausanlage, Stg. 2                                                                    |
| ja   | Datei hochladen | Relief für Zierbrunnen ID: 78397                                              | Profanplastiken/Kunst am Bau freistehend | Brüßlgasse 34 Standort | Anton Endstorfer          | ca. 1928        | Steinerner Nischenbrunnen mit einem auf einer Schildkröte sitzenden Knabe als Halbrelief | |
| ja   | Datei hochladen | Montleart-Mausoleum ID: 45117 HERIS-ID: 62170 Objekt-ID: 74695                | Grabmäler/Grabhaine                      | Ca. 100 Meter nordwestlich von Schloss Wilhelminenberg, Savoyenstraße 2 Standort                                                       |                           | 1887            | Der sarkophagartige neogotische Bau hat ein Satteldach mit Steinkreuzaufsatz und ein segmentbogenartiges Tor. Er wurde für Moritz von Montléart erbaut.                                                                      | Standort: Neben Schloß Wilhelminenberg, Stadtwanderweg 4a                                           |
| ja   | Datei hochladen | Eisenplastik „O.T.“ ID: 41046                                                 | Profanplastiken/Kunst am Bau freistehend | Eisnergasse 11-19 Standort | Stephan Fillitz           | ca. 1982 / 1986 | Eisenplastik | Standort: Wohnhausanlage                                                                            |
| BW   | Datei hochladen | Karl-Lugmayer-Gedenkstein ID: 97200                                           | Denkmäler                                | Funkengerngasse 13 Standort |                           | 1982            | Naturstein (gestaltet von den Aufhauser Natursteinwerken) mit Inschrift für Karl Lugmayer, der einst hier wohnte | |
| ja   | Datei hochladen | Wolkenschafe ID: 41901 HERIS-ID: 63220 Objekt-ID: 75849                       | Profanplastiken/Kunst am Bau freistehend | Gablenzgasse 82–86 / Brüßlgasse 1–13 / Thalhaimergasse 2–14 / Herbststraße 77–85 Standort                                              | Maximilian Melcher        | 1967            | Keramikrelief auf freistehender Betonwand | Standort: Wohnhausanlage                                                                            |
| ja   | Datei hochladen | Plastik „Die elektrische Energie“ ID: 41941 HERIS-ID: 63215 Objekt-ID: 75843  | Profanplastiken/Kunst am Bau freistehend | Gablenzgasse 112–118 / Pfenninggeldgasse 2–4a Standort                                                                                 | Ferdinand Opitz           | 1953            | Natursteinplastik | Standort: Wohnhausanlage, Novy-Hof, Vorhof                                                          |
| ja   | Datei hochladen | Katharinenruhe Vulgo: Liebhartsruhe ID: 45116                                 | Denkmäler                                | Gallitzinstraße 56 / Erdbrustgasse / Funkengerngasse Standort                                                                          |                           | 1886            | Es handelt sich um einen pavillonartigen Polygonalpfeiler mit ausladendem Dach und Sitzbank, über dem sich Vierpassfelder und Metalltafeln mit Inschriften befinden. Bekrönt wird er von einem hohen schindelgedeckten Helm. | Standort: Im Straßenzwickel                                                                         |
| ja   | Datei hochladen | Dekorativer Lichtkandelaber ID: 78402                                         | Profanplastiken/Kunst am Bau freistehend | Ganglbauergasse 10-12 Standort | Johann Troyer             |                 | Betonsäule mit quadratischen Grundrissen mit Reliefs ländlicher Szenen (nicht öffentlich zugänglich) | Standort: Gartenhof                                                                                 |
| ja   | Datei hochladen | Mariensäule ID: 45121                                                         | Sakrale Kleindenkmäler                   | gegenüber Johann-Nepomuk-Berger-Platz 1 Standort                                                                                       |                           | Mitte 19. Jh.   | Hohe Steinsäule auf Vierkantsockel mit einer Darstellung Mariens als Himmelskönigin mit vergoldeter Krone. Die Säule stammt von der Vorgängerfigur aus barocker Zeit.                                                        | |
| ja   | Datei hochladen | Metallplastik „Stehendes Mädchen“ ID: 41760 HERIS-ID: 63214 Objekt-ID: 75842  | Profanplastiken/Kunst am Bau freistehend | Hasnerstraße 26/Hofferplatz Standort                                                                                                   | Hans Knesl                | 1956            | Bronzespritzgussplastik | Standort: Wohnhausanlage                                                                            |
| ja   | Datei hochladen | einhundertvierundzwanzig a ID: 87316                                          | Kunst am Bau wandgebunden                | Hasnerstraße 124a Standort | Brigitte Kowanz           | 1998            | Die Hausnummer als ausgeschriebenes Wort in eine Stahlblechwand eingeschnitten | |
| ja   | Datei hochladen | Ferdinand Degen Vulgo: Degenruhe ID: 45125                                    | Denkmäler                                | Haydlergasse 2, im Zwickel zwischen Savoyenstraße, Ecke Johann-Staud-Gasse Standort                                                    | Viktor Hammer             | 1890            | Findling mit Portraittafel für Ferdinand Degen (1830–1889), Gemeinderat von Ottakring und Gründer der Freiwilligen Feuerwehr                                                                                                 | Standort: Kleine Grünanlage                                                                         |
| ja   | Datei hochladen | Mariensäule ID: 45119                                                         | Sakrale Kleindenkmäler                   | Joachimsthaler Platz Standort |                           | 1697            | Viereckige Säule mit Maria als Himmelskönigin, das Jesuskind haltend. Inschrift: Gott und der Unbefleckten Jungfrau Maria ist diße Säul zu Ehren aufgericht worden. 1697                                                     | Standort: In der Platzanlage in der Mitte der Straßenbahnschleife                                   |
| ja   | Datei hochladen | Kapellenbildstock ID: 45113                                                   | Sakrale Kleindenkmäler                   | Johann-Staud-Straße 80 ca. 300 Meter westlich davon (Wiener Waldschule) Standort                                                       |                           | ca. 1900        | In diesem Pfeiler mit tabernakelähnlichem Aufsatz mit Satteldach und Kreuz befindet sich eine verglaste Rundbogennische mit einem Holzkreuz.                                                                                 | Standort: Auf halbem Weg zwischen Otto-König-Warte und Jubiläumswarte                               |
| ja   | Datei hochladen | Karl-Kantner-Denkmal ID: 74096                                                | Denkmäler                                | Kantnerpark. Thaliastraße / Ottakringer Straße / Montleartstraße Standort                                                              | Johann Müllner            | 1935            | Büste des Feuerwehrkommandanten Karl Kantner (1850–1925) | |
| ja   | Datei hochladen | Kreuzbergkapelle ID: 45114 HERIS-ID: 62180 Objekt-ID: 74705                   | Sakrale Kleindenkmäler                   | Karl-Kantner-Park, gegenüber Thaliastraße 157 Standort                                                                                 |                           |                 | Kleine Kapelle mit Gesimsgliederung, Walmdach mit Doppelkreuz und einer hohen Rundbogenöffnung | Standort: In der Mitte des Parks, aber eher versteckt liegend                                       |
| ja   | Datei hochladen | Hl. Johannes von Nepomuk Vulgo: Johannes Nepomuk, Karl-Kantner-Park ID: 45115 | Sakrale Kleindenkmäler                   | Karl-Kantner-Park, nahe Ottakringer Straße 242 Standort                                                                                |                           | ca. 1750        | Statue des Hl. Johannes Nepomuk mit vergoldetem Sternenkranz und Kruzifix | Standort: Endstation Straßenbahnlinie J                                                             |
| ja   | Datei hochladen | Dreifaltigkeitssäule ID: 45120 HERIS-ID: 62179 Objekt-ID: 74704               | Sakrale Kleindenkmäler                   | Karl-Kantner-Park, zwischen Ottakringer Straße 254 und Thaliastraße 157, an der Mündung der Erdbrustgasse in die Thaliastraße Standort |                           | 1698            | Hoher Pfeiler mit Gnadenstuhl, Inschrift: DEIN CREVZ VNDT TODT HERR JESV CHRIST MEIN TROST VNDT EWIGES LEBEN IST | |
| ja   | Datei hochladen | Loiblbrunnen ID: 45124                                                        | Brunnen                                  | Loiblstraße, kurz vor der Brücke und der Kreuzung mit dem Kleibersteg Standort                                                         | Rudolf Friedl             | 1965            | Zwei übereinanderliegende Betonbecken mit Mosaiken | Standort: Zwischen Loiblstraße und Rosenbach, oberhalb der Böschung                                 |
| ja   | Datei hochladen | Matteotti-Brunnen ID: 59034                                                   | Brunnen                                  | Matteottiplatz 4 / Wohnhausanlage Sandleiten Standort                                                                                  |                           |                 | Wandbrunnen mit Ziergitter im Sandleitenhof | Standort: an der nördlichen Seite des Platzes (Wandbrunnen)                                         |
| ja   | Datei hochladen | „Die Unbesiegbaren“ ID: 45118 HERIS-ID: 63309 Objekt-ID: 75940                | Profanplastiken/Kunst am Bau freistehend | Nietzscheplatz / Sandleitengasse – Kongresspark Standort                                                                               | Teresa Feodorowna Ries    | 1900            | Bronzene Figurengruppe auf dreiteiligem Sockel, der untere Teil ist aus Steinguss. | Standort: Am südwestlichen Eingang zum Kongresspark                                                 |
| ja   | Datei hochladen | Freist. Relief „Ruhe auf der Flucht“ ID: 41300                                | Profanplastiken/Kunst am Bau freistehend | Ottakringer Straße 200 Standort | Oskar Bottoli             |                 | Natursteinplastik | Standort: Volksheim / eig. Kindergarten                                                             |
| ja   | Datei hochladen | Bronzeplastik „Mutter mit Kind“ ID: 41253 HERIS-ID: 63208 Objekt-ID: 75836    | Profanplastiken/Kunst am Bau freistehend | Ottakringer Straße 217-221 Standort | Gertrude Diener-Hillinger | 1962            | Bronzeplastik | Standort: Wohnhausanlage                                                                            |
| ja   | Datei hochladen | Energie, die aus dem Inneren kommt ID: 87330                                  | Profanplastiken/Kunst am Bau freistehend | Paltaufgasse Standort | Manfred Wakolbinger       | 1998            | Von kubischen Glaskörpern umschlossene Skulpturen, die sich in wellenförmigen Linien ausbreiten | |
| ja   | Datei hochladen | Elefant ID: 41502                                                             | Profanplastiken/Kunst am Bau freistehend | Panikengasse 12-14 Standort | Gertrude Fronius          | 1975            | Spielplastik aus Kunststein (nicht öffentlich zugänglich) | Standort: Wohnhausanlage                                                                            |
| ja   | Datei hochladen | Plastik „Freundinnen“ ID: 41584 HERIS-ID: 63206 Objekt-ID: 75834              | Profanplastiken/Kunst am Bau freistehend | Pfenninggeldgasse 1 / Hettenkofengasse / Koppstraße 97-101 Standort                                                                    | Artur Hecke               | 1959            | Natursteinplastik | Standort: Wohnhausanlage                                                                            |
| ja   | Datei hochladen | Plastik „Maurer“ ID: 41317 HERIS-ID: 63205 Objekt-ID: 75833                   | Profanplastiken/Kunst am Bau freistehend | Pfenninggeldgasse 4a Standort | Otto Eder                 | 1955            | Natursteinplastik | Standort: Wohnhausanlage, Novy-Hof                                                                  |
| ja   | Datei hochladen | Johann Wenzel Graf von Radetzky von Radetz ID: 45126                          | Denkmäler                                | Radetzkykaserne, Panikengasse 2 Standort                                                                                               | Adam Ramelmayr            |                 | Lebensgroße Figur des Feldherren Josef Wenzel Radetzky von Radetz mit Marschallstab und Säbel, auf einer Bodenplatte der Text des Armeebefehls vor der Schlacht von Novara                                                   | Standort: Ca. im Zentrum der Anlage, vor dem mittleren Gebäude                                      |
| ja   | Datei hochladen | Franziska-Eckstein-Schreiner-Gedenkstele ID: 96495                            | Denkmäler                                | Rosenackerstraße 5 Standort |                           |                 | Gedenkstele aus Metall und Glas vor dem Kindergarten in der städtischen Wohnhausanlage Sandleitenhof mit einer Inschrift für die Widerstandskämpferin Franziska Eckstein, die einst hier wirkte                              | Standort: Wohnhausanlage Sandleiten, im Kindergarten                                                |
| ja   | Datei hochladen | Säule des Frohsinns ID: 42692 HERIS-ID: 63308 Objekt-ID: 75939                | Profanplastiken/Kunst am Bau freistehend | Rosenackergasse 5 Standort | Wilhelm Frass             | 1929            | Steinzeugskulptur | Standort: Kindergarten                                                                              |
| ja   | Datei hochladen | Zicklein ID: 78405                                                            | Profanplastiken/Kunst am Bau freistehend | Rosenackergasse 5 Standort | Josef Franz Riedl         | 1926            | Bronzeplastik eines Ziegenkindes | Standort: Kindergarten                                                                              |
| ja   | Datei hochladen | Dr.-Adolf-Schärf-Denkmal ID: 74109                                            | Denkmäler                                | Roterdstraße 12-14. Dr.-Adolf-Schärf-Hof. Standort                                                                                     | Paul Seidl                | 1984            | Bronzekubus mit Inschriftentafel für Adolf Schärf | |
| ja   | Datei hochladen | Mörtelfrau ID: 41303                                                          | Profanplastiken/Kunst am Bau freistehend | Roterdstraße 12–14 / Winterburgergasse / Baumeistergasse Standort                                                                      | Oskar Bottoli             |                 | Natursteinplastik | Standort: Wohnhausanlage                                                                            |
| ja   | Datei hochladen | Ring-Brunnen ID: 41998                                                        | Profanplastiken/Kunst am Bau freistehend | Sandleitengasse 9–13 / Stg. 11 Standort                                                                                                | Franz Mynni               | 1963            | Aluminiumskulptur mit Keramik | Standort: Wohnhausanlage                                                                            |
| ja   | Datei hochladen | Putto am Zierbrunnen ID: 78406                                                | Profanplastiken/Kunst am Bau freistehend | Sandleitengasse 45 / Rosa-Luxemburg-Straße 2-4 Standort                                                                                | Florian Josephu-Drouot    | ca. 1928        | Brunnen mit Bronzefigur eines büchertragenden Puttos | |
| ja   | Datei hochladen | Franz-Schuhmeier-Denkmal ID: 74098                                            | Denkmäler                                | Schuhmeier-Hof. Koppstraße / Pfenninggeldgasse 6 Standort                                                                              | Siegfried Bauer           | 1923            | Metallbüste Franz Schuhmeiers | |
| ja   | Datei hochladen | Relief für Zierbrunnen ID: 78409                                              | Profanplastiken/Kunst am Bau freistehend | Thalhaimergasse 44 Standort | Max Krejca                | ca. 1927        | Steinerner Nischenbrunnen mit einem kleinen Brunnenbecken und einem Fisch als Wasserspeier (nicht öffentlich zugänglich) | |
| ja   | Datei hochladen | Karl-Volkert-Denkmal ID: 74111                                                | Denkmäler                                | Thaliastraße 75. Karl-Volkert-Hof. Standort                                                                                            | Siegfried Bauer           | 1930            | Bronzebüste Karl Volkerts | Standort: Im 2. Hof                                                                                 |
| ja   | Datei hochladen | JETZT ID: 87331                                                               | Profanplastiken/Kunst am Bau freistehend | Thaliastraße 125 Standort | Leo Zogmayer              | 1998            | Textskulptur in Beton: die Zwischenräume des Wortes „Jetzt“ werden hervorgehoben | |
| ja   | Datei hochladen | Flammender Turm ID: 41301 HERIS-ID: 63217 Objekt-ID: 75846                    | Profanplastiken/Kunst am Bau freistehend | Thaliastraße 159 Standort | Franz Anton Coufal        | 1969            | Plastik aus Karstmarmor | Standort: Wohnhausanlage, Karl-Kysela-Hof                                                           |
| ja   | Datei hochladen | Hl. Franziskus ID: 74208                                                      | Sakrale Kleindenkmäler                   | vor Pönningerweg 10. Standort | Karl Philipp              | 1932            | Metallfigur des Hl. Franziskus, der den Vögeln predigt. | |
| ja   | Datei hochladen | Weißes Kreuz ID: 45123                                                        | Sakrale Kleindenkmäler                   | Vor Wattgasse 15, Ecke Ottakringer Straße Standort                                                                                     |                           | ca. 1700        | Steinernes Kruzifix auf profiliertem Vierkantsockel mit Engelkopf vor dem Kreuzfuß | Standort: In Grünanlage                                                                             |
| ja   | Datei hochladen | Rotes Kreuz ID: 45122 HERIS-ID: 62181 Objekt-ID: 74706                        | Sakrale Kleindenkmäler                   | Vor Wilhelminenstraße 94 (Schule), Ecke Sandleitengasse Standort                                                                       |                           | 1863            | Holzkruzifix mit geschwungenem Schutzdach und bemaltem Corpus | Standort: Bei der Bushaltestelle, im Zuge der Umfriedung des Schulgartens, zwischen zwei Kastanien. |
| ja   | Datei hochladen | Kaiser Franz Joseph I. ID: 45127                                              | Denkmäler                                | Wilhelminenspital, nächst Eingang Montleartstraße 37 Standort                                                                          |                           | 1891            | Metallbüste Kaiser Franz Josephs I., angefertigt anlässlich der Eröffnung des damaligen Kaiser-Franz-Josephs-Jubiläumsspitals                                                                                                | Standort: Vor Pavillon 23                                                                           |

## Nicht mehr aufgestellt
| Foto |                 | Name                               | Typ                                      | Standort                | Künstler           | Datierung | Beschreibung | Metadaten |
| ---- | --------------- | ---------------------------------- | ---------------------------------------- | ----------------------- | ------------------ | --------- | --- | --------- |
| BW   | Datei hochladen | Architektonischer Körper ID: 41978 | Profanplastiken/Kunst am Bau freistehend | Haberlgasse 86 Standort | Gerhardt Moswitzer | ca. 1975  | Chromnickelstahlplastik, wird in einer Ausstellung gezeigt und ist aus konservatorischen Gründen seit Jänner 2014 in einem Depot. |           |